# Mentawai (etnia)

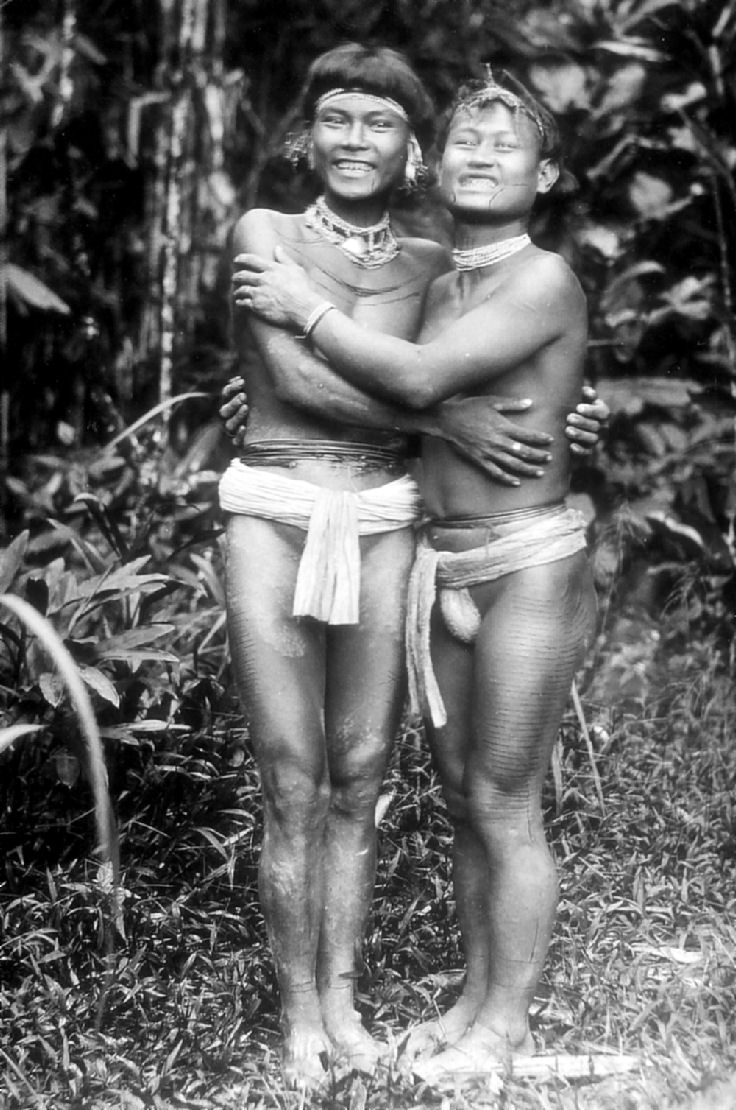
Homens mentawai em 1895.

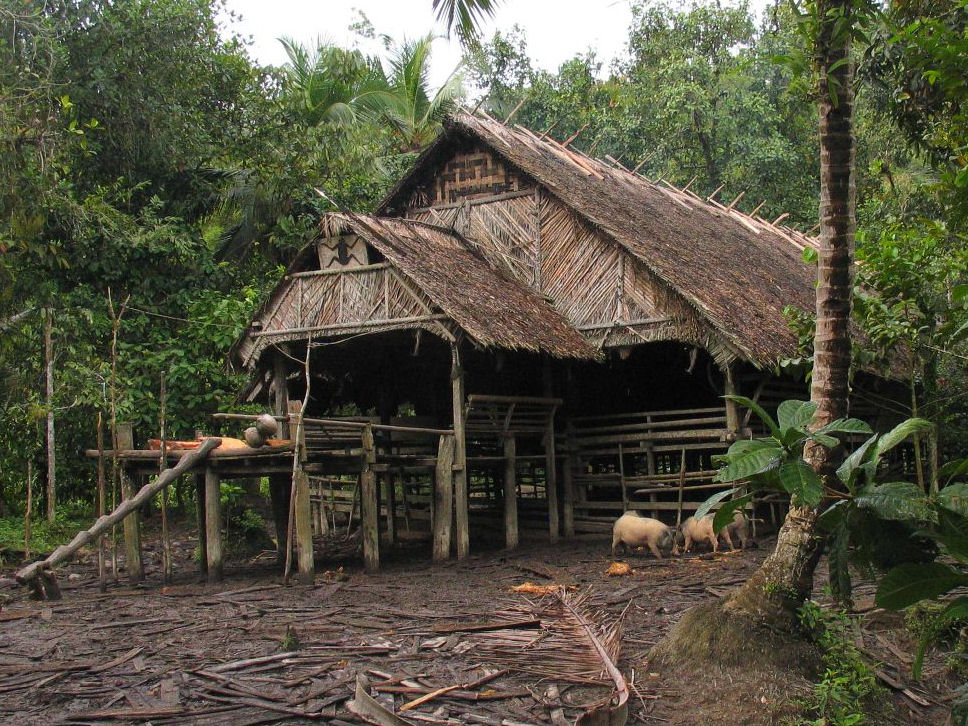
Habitação mentawai do tipo uma.

Os mentawai é uma etnia originária das Ilhas Mentawai (província Sumatra Ocidental, na Indonésia). São seminómadas e vivem da caça e da recoleção dos alimentos. Estima-se que a sua população seja de 64.000 indivíduos. O idioma mentawai é uma língua austronésia. Os mentawai são conhecidos pela sua profunda espiritualidade, suas tatuagens e a tendência das mulheres para afiar os dentes, que é visto como uma prática estética.
Habitam umas grandes construções comunais chamadas uma, edificadas com bambu e erva. Estas habitações elevam-se do solo e são cobertas com placas de madeira. Os homens se adornam com colares e flores que colocam nas mãos e nas orelhas.
Foi uma das tribos onde o famoso programa Perdidos na Tribo (somente na versão brasileira) foi gravado.